# Костюм Стародавнього Єгипту

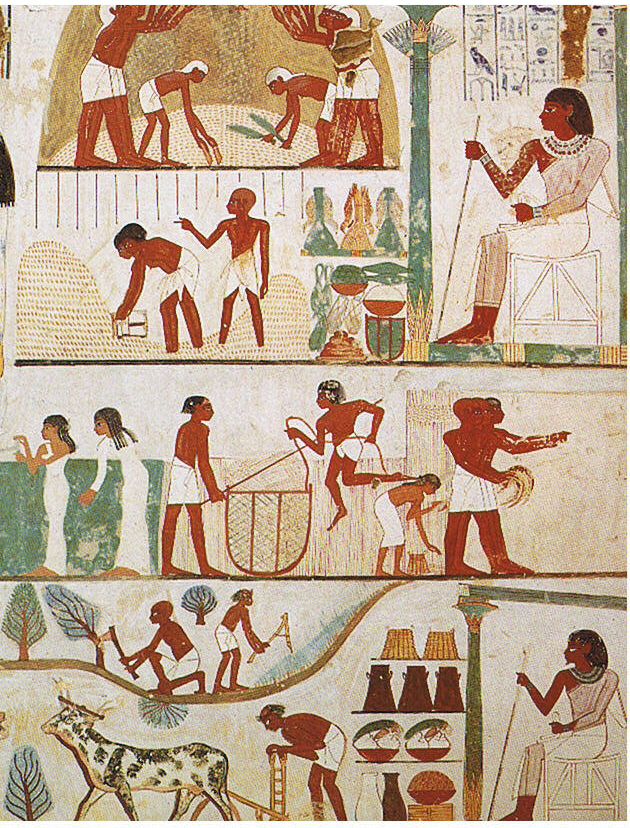
Одяг чоловіків та жінок різних соціальних верств Стародавнього Єгипту

Костюм жителів Стародавнього Єгипту дуже мало змінився за всю його історію.

## Ідеал краси
Пам'ятки мистецтва Стародавнього Єгипту, що дійшли до нас, дають чітке уявлення про те, як виглядали і одягалися представники різних суспільних станів. Ідеальними і у чоловіків, і у жінок вважалися високі, стрункі постаті з тонкою талією і широкими плечима, мигдалеподібний розріз очей, тонкі риси обличчя, прямий ніс, повні губи. Жінки повинні були бути світлошкірими, мати широкі (але не пишні) стегна і довгі ноги. Сучасний англійський археолог Леонард Котрелл так писав про староєгипетських красунь:
«Як би раділи єгипетські дами, якби знали, що навіть через 5000 років вони можуть викликати захоплення! (…) Красуні Греції та Риму захоплюють, але не хвилюють нас. Вони здаються такими ж холодними, як мармур, з якого вони вирізьблені. Але якщо надіти на Нефертіті сукню „від Діора“, і вона увійде в ньому в фешенебельний ресторан, то буде зустрінута захопленими поглядами присутніх. Навіть її косметика не викличе пересудів».

## Тканини

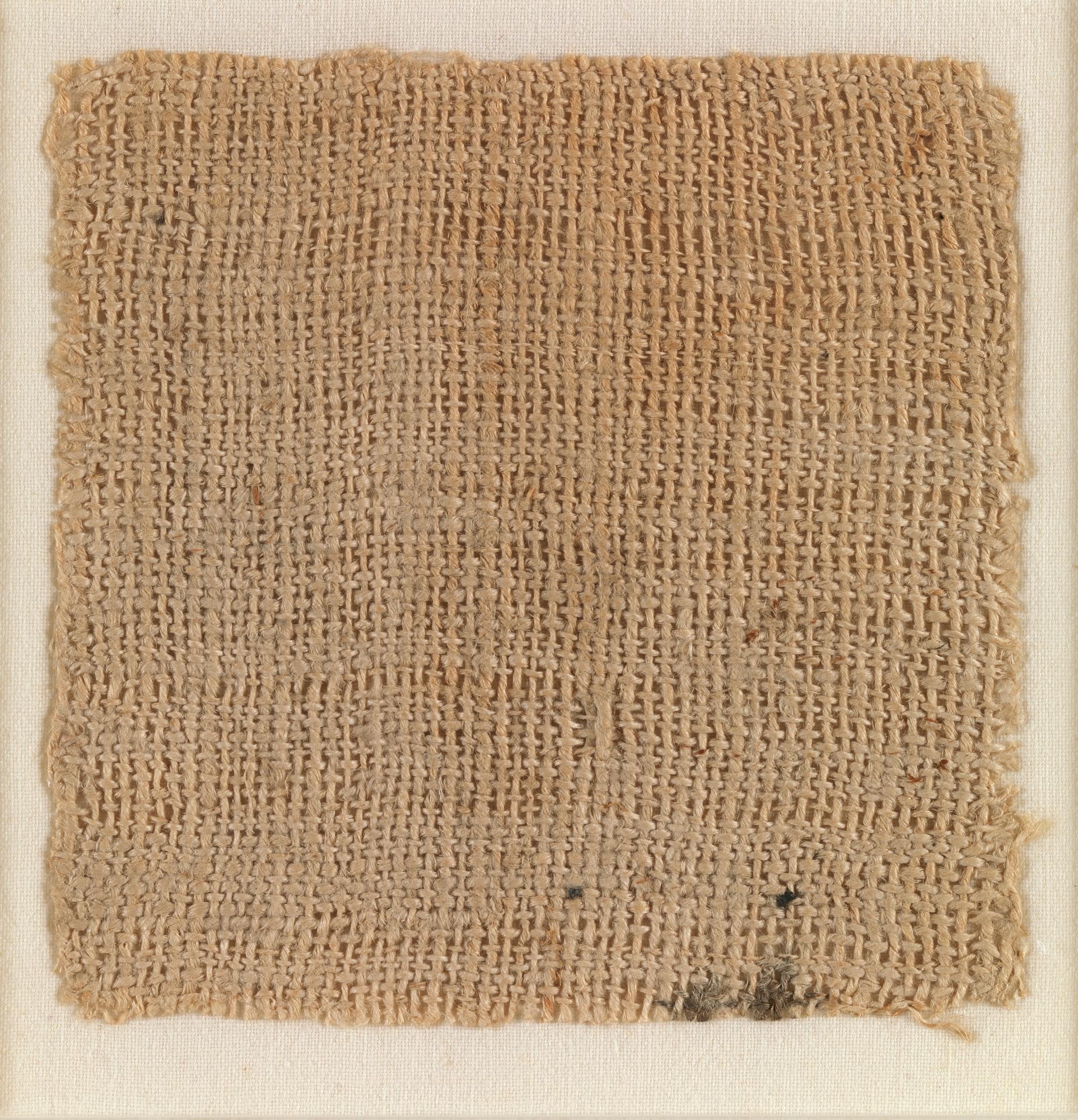
Приклад льону з Саккари, 390-343 до н. е.

Хоча в долині Нілу з давніх часів займалися вівчарством, овеча вовна вважалася ритуально нечистою. Для виготовлення одягу використовували тільки лляні тканини. Майстерність староєгипетських прядильниць і ткачів досі вражає уяву. Збереглися зразки тканин, в яких на 1 квадратний сантиметр припадає 84 нитки основи і 60 ниток утоку; 240 метрів такої нитки важили всього 1 грам. Дуже легкі, майже прозорі тканини, що виготовлялися єгипетськими майстрами з таких ниток, порівнювалися з «диханням дитини» або «витканим повітрям» і цінувалися буквально на вагу золота.
Давньоєгипетські тканини офарблювалися в різні кольори, найчастіше в червоний, зелений і синій; в епоху Нового царства (1580—1090 рр. до н. е.) з'явилися жовті та коричневі барвники. У чорний колір тканини не фарбували. Траурним вважався блакитний колір одягу. Але найпоширенішим і улюбленим у всіх верств населення був білий колір.
Тканини могли бути як однотонними, так і візерунчастими. Улюбленими орнаментальними мотивами були пір'я (символ богині Ісіди) і квіти лотоса. Малюнок наносився на тканину за допомогою вишивки або особливого способу забарвлення із застосуванням різних протрав.

## Калякамаляка

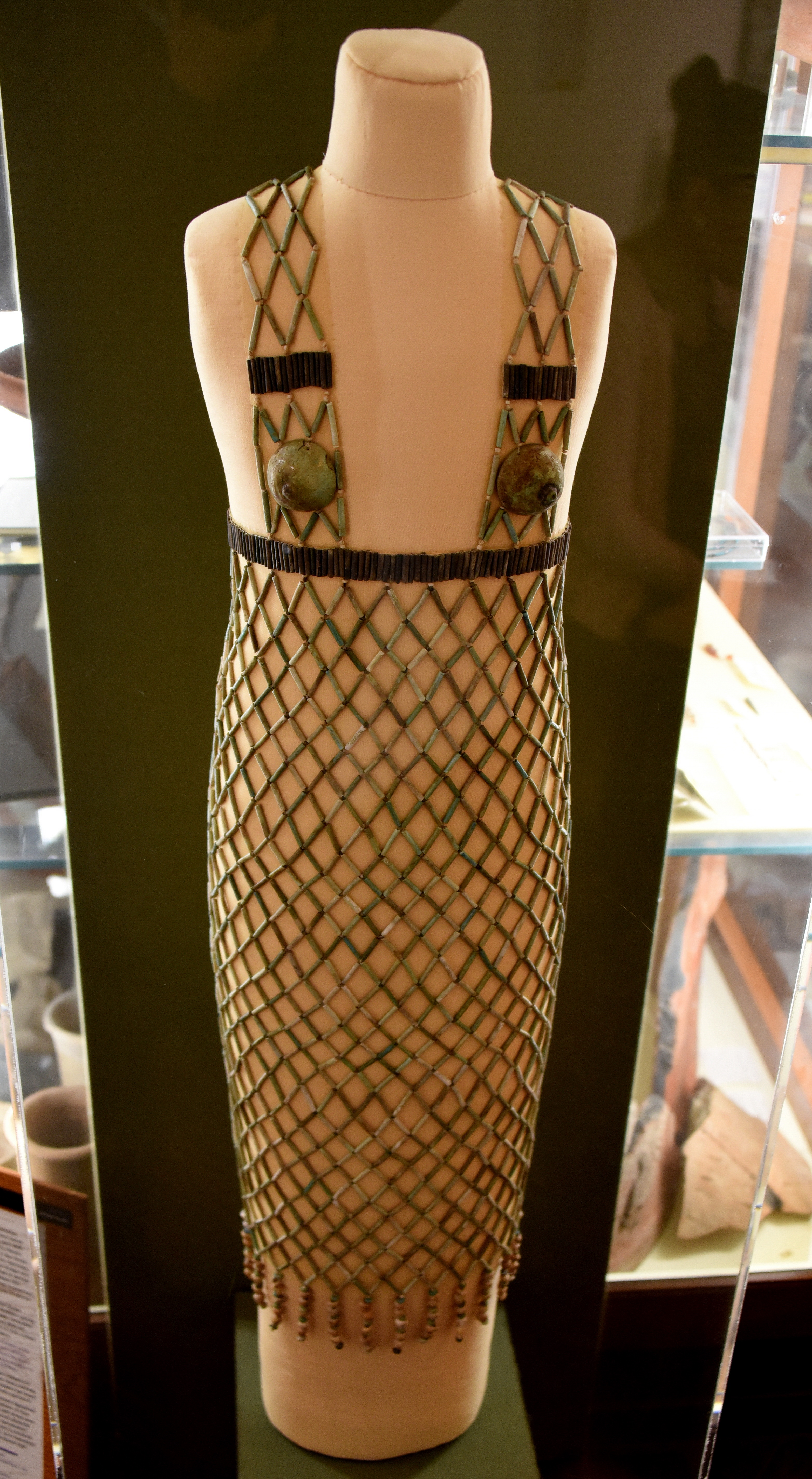
Network dress. Faience, blue and black cylinder beads, two breast caps and two strings of Mitra beads. 5th Dynasty. From burial 978 at Qau (Tjebu), Egypt. The Petrie Museum of Egyptian Archaeology, London

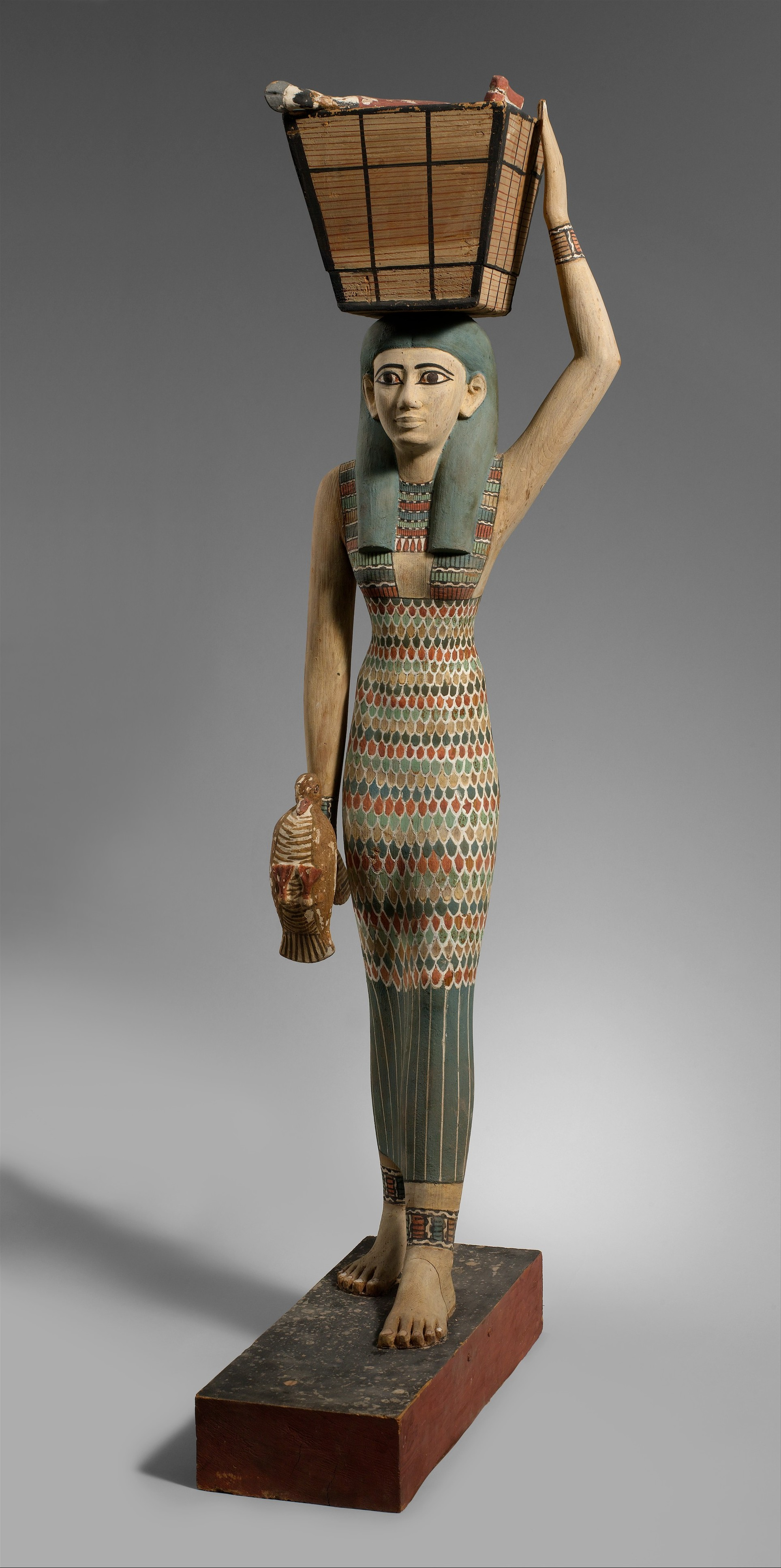
Каласіріс

Одягнена жінка, 2118-1980 до н. е., Туринський єгипетський музей

У Стародавньому Єгипті найбільш поширеним типом одягу був одяг драпірований, пізніше — накладний, але ніколи не розстібний. Покрій і форма одягу (як чоловічого, так і жіночого) протягом століть змінювався дуже повільно; довгий час одяг різних станів відрізнявся тільки за якістю тканини і за обробкою. В епоху Стародавнього царства (3000—2400 до н. е.) єдиним одягом чоловіків була пов'язка на стегнах — схенті, яка являла собою смугу тканини, обмотану навколо стегон і закріплену на талії поясом. Судячи із зображень, існувало безліч способів пов'язування схенті, вони розрізнялися залежно від довжини тканини і розташування складок, завдяки чому і цей скромний одяг міг виглядати ошатним і навіть вишуканим. Разом зі схенті (а іноді і без неї) носили вузький фартух з щільнішої тканини або шкіри, трикутний або овальний за формою. Ніякого іншого одягу навіть царі довгий час не носили. Тільки жерці при здійсненні священних обрядів накидали на плечі шкуру леопарда.
У єгипетських жінок найдавнішим одягом був каласіріс — своєрідний вузький сарафан, який щільно облягає тіло. Він тримався на одній або двох бретельках і доходив до кісточок, залишаючи груди відкритими. Цей одяг носили жінки усіх верств суспільства, тільки селянки для зручності рухів робили на своїх калазирисах розрізи з боків.
З часом давньоєгипетський одяг помітно ускладнюється. Традиційні схенті і калазириси зберігаються лише в побуті простолюдинів; в костюмі знаті вони починають грати роль нижньої білизни. У чоловіків входить в звичай надягати по кілька схенті, причому верхнє нерідко робиться з прозорої тканини і спадає майже до землі. В епоху Нового царства у чоловіків і жінок в моду увійшов запозичений у сирійців нарамник — довгий і широкий накладний одяг з тонкої тканини. Його покрив був дуже простим: полотнище тканини, пряме або розширене на кінцях, довжиною в два людських зрости, складали навпіл і на місці згину робили проріз для голови, а з боків зшивали, залишаючи отвори для рук. Його надягали поверх схенті або калазириса і підперізували таким чином, що виходили як би широкі рукави. Іноді до нарамника пришивали справжні рукави, і він перетворювався на сорочку. Чоловіки зазвичай носили нарамник з синдоном — довгим шарфом, який обгортали поверх нарамника навколо стегон і зав'язували спереду так, що кінці звисали вниз. Жінки поверх нарамника накидали тонкий плащ, затягнутий вузлом на грудях і котрий залишав відкритим праве плече. Легкі, напівпрозорі тканини, огортали тіло людини немов би серпанком, надавали йому риси витонченості і зніженості. Такий одяг видозмінював зовнішність свого господаря, прикрашаючи його, дозволяв приховувати недоліки фігури. Як обробку для нарядів стародавні єгиптяни використовували плісування, бахрому, золоті блискітки і фаянсовий або скляний бісер.

## Аксесуари
Костюм стародавніх єгиптян складався з невеликого числа елементів, завдяки чому особливе значення набували аксесуари. Саме вони, поряд з прикрасами, служили основними носіями інформації про соціальний статус свого власника.
Найпоширенішим з аксесуарів був пояс. Простолюдини підперізувалися вузькими шкіряними ремінцями; заможні люди, навпаки, носили довгі ткані пояси-стрічки (найчастіше — червоні або сині, іноді — візерунчасті). Цар в урочистих випадках одягав поверх матерчатого пояса ще один — золотий. Спереду до нього кріпився церемоніальний порадник із золотих платівок, з'єднаних смужками з намистин і прикрашених кольоровим склом; знизу він був облямований бахромою з маленьких золотих уреїв. Ззаду до царського пояса за допомогою спеціального порожнистого циліндрика підвішувався хвіст. Спочатку це був самий натуральний бичачий хвіст, що відповідало одному з титулів фараона — «Могутній Бик Двох Земель»; з часом справжній хвіст замінили зв'язкою намистин (два таких ритуальних хвости були знайдені в гробниці Тутанхамона).
Давнім єгиптянам були відомі рукавички і рукавиці. Останні виготовлялися з полотна і застосовувалися для захисту рук від мозоль і травм при стрільбі з лука або управлінні колісницею. Рукавички (матерчаті або шкіряні) мали, мабуть, церемоніальне призначення.

## Взуття
Довгий час єдиним видом взуття в стародавніх єгиптян були сандалі.
Дуже прості за формою, вони представляли собою лише підошву (іноді з загнутим догори носком), до якої кріпилися два ремінці: один ремінець починався біля великого пальця і поєднувався з іншим, що охоплював підйом ноги, завдяки чому взуття нагадувало стремено. Виготовлялися сандалі зазвичай зі шкіри або листя папірусу. У царських гробницях археологи неодноразово знаходили золоті сандалі, однак поки ще не ясно, вживалася чи таке взуття за життя власників, або ж воно було тільки приналежністю похоронного обряду, свого роду давньоєгипетськими аналогом «білих капців».
У період Нового царства з'явилися й інші фасони взуття. Так, в одному зі скринь, виявлених дослідниками в гробниці Тутанхамона, серед інших речей виявилися справжнісінькі шльопанці без каблуків, зі шкіряними шкарпетками, розшиті дрібними золотими блискітками.
Незважаючи на те, що взуття було таким простим, єгиптяни його дуже берегли. Селяни, вирушаючи в місто у справах, часто несли свої сандалі в руках і взувалися тільки на місці. Знатні люди теж часто ходили босоніж, особливо в себе вдома.

## Зачіски

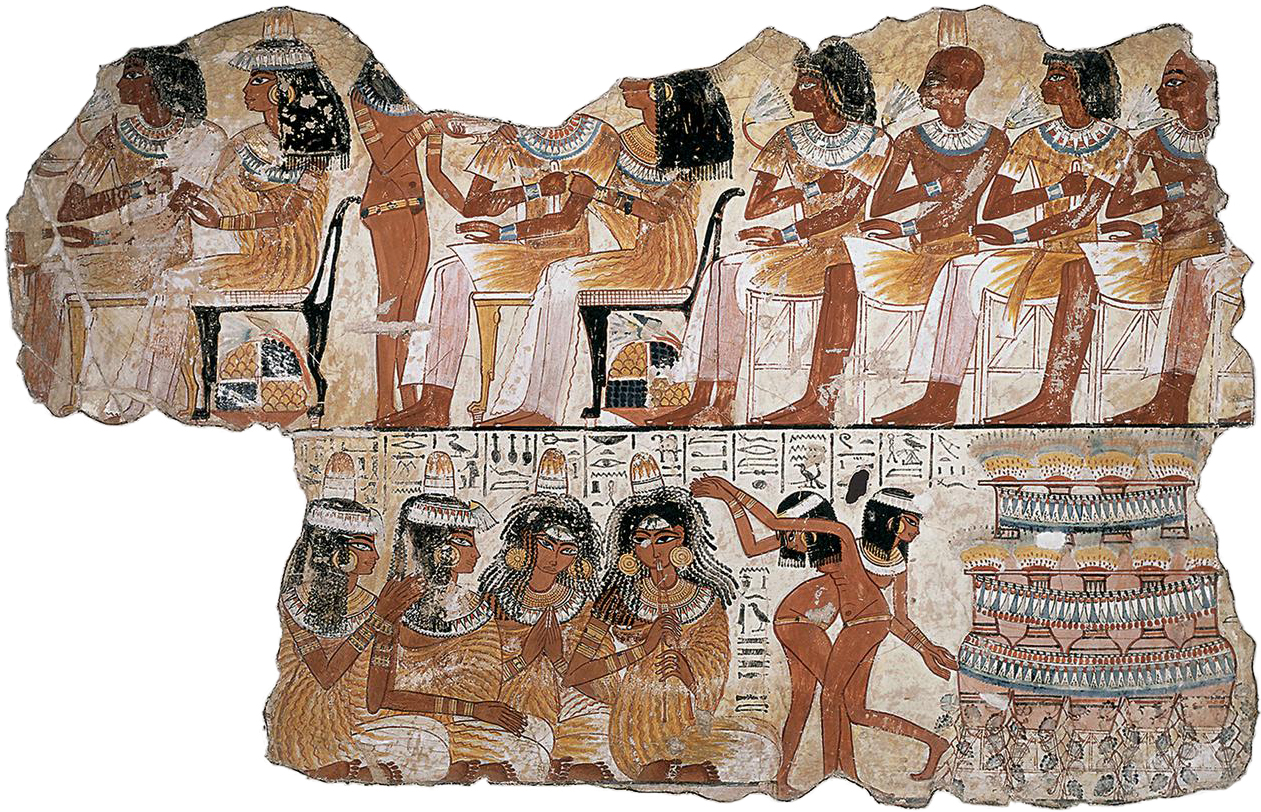
Гості бенкету в головних конусах і бурштинового відтінку головних шишках, картина з гробниці Небамуна, бл. 1350 до н. е., зараз у Британському музеї

Характерною рисою всіх давньоєгипетських зачісок була строгість і чіткість ліній, за що вони отримали назву «геометричних». Більшість єгиптян через жаркий клімат носило прості зачіски з коротко підстриженим волоссям. Багато чоловіків, особливо жерці, повністю збривали волосся, змащуючи шкіру голови ароматичними оліями. Все вільне населення Єгипту носило перуку. Їх форма, розміри і матеріал вказували на соціальний стан власників. Перуки виготовлялися з натурального волосся, вовни тварин, рослинних волокон і навіть мотузок. Їх фарбували в темні тони, причому наймоднішими вважалися темно-коричневий і чорний кольори. Судячи з збережених зображень, відомо було безліч фасонів перук. Найчастіше вони доходили до плечей, але в урочистих випадках надягали довгі перуки, завиті крупними паралельними локонами. Зачіски рясно просочувалися запашними оліями, есенціями, клейкими сумішами.
Усі чоловіки голили бороду. Правом носити бороду володів тільки фараон (в знак свого володіння землею), але його борода була штучною. Її, як і перуку, робили з вовни або зі зрізаного волосся, перевитого золотими нитками, і підв'язували до підборіддя шнурком. Цій церемоніальній бороді могли надавати різні форми, але найпоширенішою була загнута на кінці косичка, схожа на котячий хвіст.
Жіночі зачіски у всі часи були значно довшими чоловічих і більш хитромудрі. Давньоєгипетські аристократки, як і їхні чоловіки, нерідко голили голову і надягали перуки. Найтиповішими зачісками на перуках були дві: перша — все волосся поділялося поздовжнім проділом, щільно облягаючи обличчя з обох сторін, і рівно підстригалося на кінцях; верх перуки був плоским. Друга зачіска мала форму кулі. З часом набула поширення велика завита перука, три пасма якої спускалися на груди і спину. Зачіски робили і з власного волосся, вільно розпускаючи його по спині і прикрашаючи кінці китицями або кульками з ароматичних смол. Широко застосовувалася завивка, яка робилася за допомогою холодної укладки (для цього пасма волосся намотували на дерев'яні палички і обмазували мулом, а коли він висихав, його струшували, а волосся розчісували). Часто волосся завивали дрібними хвилями — така завивка виходила після розчісування дрібних тонких кісок.
Дітям — хлопчикам і дівчаткам — голили волосся, залишаючи одне або кілька пасом (дівчаткам — на тімені, хлопчикам — з боків голови). Ці пасма закручували в локон (така зачіска називалася «локон юності») або заплітали в косу на лівій скроні.

## Головні убори
З огляду на те, що більшість єгиптян носила перуки, їх головні убори були досить простими. Раби і селяни, працюючи в полі, покривали голови косинками або маленькими полотняними шапочками. Знатні люди носили такі шапочки, вишиті бісером, під перуками.
Найпопулярнішим головним убором у представників всіх станів була хустка (клафт, або немес). Його пов'язували поверх перуки таким чином, що вуха залишалися відкритими. Два кінця хустки звисали на груди, третій — на спину (іноді його перехоплювали стрічкою або обручем). Клафт міг бути білим або смугастим, причому колір смуг залежав від статусу і роду занять власника: наприклад, у воїнів смуги були червоні, у жерців — жовті, тощо. Хустку з синіми поздовжніми смугами міг носити тільки фараон. Однак під час різних урочистостей він одягав корону — точніше, той її різновид, який передбачався також придворним церемоніалом для даного випадку.
Були відомі такі види корон:
1) біла корона Верхнього Єгипту (хеджет), що нагадує за формою кеглю або пляшку;
2) червона корона Нижнього Єгипту (дешрет), яка являла собою перевернутий зрізаний конус з плоским днищем і високою піднятою задньою частиною;
3) подвійна корона (пшент), поєднувала в собі дві перші і символізували єдність країни;
4) синя з червоними стрічками «бойова корона»;
5) «корона Амона» з двох пір'їн із золотим диском між ними;
6) корона атеф;
7) «очеретяна корона» (хемхемет) — складна споруда із золотого пір'я, баранячих рогів, змійок і сонячних дисків; та ін.
Судячи зі збережених скульптур і рельєфів, існувало до 20 різновидів корон (на жаль, жодна справжня давньоєгипетська корона до нашого часу не дійшла).
Обов'язковою приналежністю будь-якого царського головного убору був урей — золоте зображення кобри, яка була символом богині Уаджет, покровительки Нижнього Єгипту. Його розміщували над чолом і іноді доповнювали золотою головою шуліка — знаком Нехбет, богині Верхнього Єгипту.
Жерці в храмах під час вчинення обрядів надягали гіпсові розфарбовані маски, що зображували богів. Так, жерці бога Тота носили маски у вигляді голови священного птаха ібіса, жерці Анубіса — у вигляді голови шакала, тощо.
У жінок найпоширенішими головними уборами були стрічки і діадеми, одноколірні або прикрашені орнаментом. Дружини фараонів часто зображуються в короні, що має вид шуліки з розпростертими крилами, виконаного із золота з інкрустацією з дорогоцінних каменів або кольорової емалі. Іноді поверх цієї корони ставили високі золочені пера (атрибут богині істини Маат) і зображення місячного диска — знак Хатхор, богині краси і любові. Такий убір, зрозуміло, призначався лише для особливих випадків. Взагалі, складається враження, що головні убори цариць не так вже строго визначалися палацовим ритуалом і більше відображали їх особисті смаки. Приміром, прекрасна Нефертіті віддавала перевагу простому синьому вінцю циліндричної форми, який дозволяв підкреслити витончену посадку голови і струнку шию.

## Прикраси
Для виготовлення ювелірних виробів найчастіше застосовували золото, багаті родовища якого були відкриті в Єгипті ще в глибоку давнину. При цьому найбільше цінували й не так вартість матеріалу, скільки його мальовничі властивості. Єгипетські майстри вміли за допомогою різних присадок надавати золоту різноманітні відтінки — від білого до зеленого. Широко застосовувався також електр — сплав золота з сріблом; з нього виготовляли повсякденні предмети, а також кріплення і сполучні елементи в браслетах і намистах.
У прикрасах золото завжди поєднувалося з кольоровими емалями і вставками з самоцвітів і смальти. Перевага віддавалася камінню, забарвленим в яскраві і чисті тони — сердоліку, лазуриту, сардоніксу, малахіту, бірюзі тощо. Тих каменів, які зараз вважаються дорогоцінними — рубінів, сапфірів, алмазів, смарагдів — стародавні єгиптяни не знали.
Найпоширенішими з усіх видів прикрас були всілякі намиста, особливо т. зв. ускх — велике намисто з декількох рядів намистин, що символізує сонце. Воно робилося у формі разомкнутого кола, із зав'язками або застібками на спині. Намистини самого нижнього ряду найчастіше мали краплевидну форму, решта — круглу або овальну. Нерідко намистини перемежовувалися із золотими рибками, мушельками, скарабеями. Найчастіше таке намисто було настільки широким, що цілком закривало плечі і верхню частину грудей, і дуже важким — царське золоте намисто могло важити кілька кілограмів. Щоб воно гарно лежало, його зазвичай закріплювали на підкладці зі шкіри або полотна, так що воно перетворювалося на своєрідний комір. Намиста були не тільки частиною наряду — вони служили також почесними знаками. Фараони нагороджували золотими намистами військових і чиновників.
Крім намист, улюбленими прикрасами і чоловіків, і жінок були браслети, які носили на руках (на передпліччях і зап'ястях) і на щиколотках. Браслети могли бути найрізноманітнішими — у вигляді двох карбованих пластин, з'єднаних застібками, у вигляді масивних золотих кілець, нанизаних намистин, золотих шнурів або стрічок. Носили також кільця зі вставками з напівкоштовних каменів. У ході були кільця — печатки з вигравіруваними на них іменами власників і зображеннями богів. Надзвичайно популярні були кільцеподібні сережки (з підвісками або без них). Вони іноді були такими великими і важкими, що деформували вухо.
Звичайно, прикрашати себе золотом і самоцвітами могла тільки знать. Але й люди скромного достатку любили прикраси нітрохи не менше. Їх прикраси робилися, як правило, з порівняно дешевих матеріалів — кераміки, скла, кістки тощо. Але по красі і витонченості вони часом нітрохи не поступалися ювелірним виробам. Наприклад, фаянсовим намистинам для намист надавали форму бутонів і пелюсток лотоса, волошок, маргариток, виноградових грон, листя і т. д., і фарбували їх у різні кольори. Найчастіше використовувалися різні відтінки блакитного і зеленого, а також білий колір. Такі намиста, треба думати, дуже красиво виглядали на смаглявій шкірі.
Як прикраси стародавні єгиптяни охоче застосовували живі квіти, з яких робили букети, вінки і гірлянди. Найбільше любили білі, блакитні та рожеві лотоси. Єгипетські дами вставляли квіти лотоса в свої зачіски так, щоб вони звисали над чолом, і вдихали їх аромат.
Давньоєгипетські прикраси служили одночасно і амулетами, покликаними захищати від хвороб і лихого ока, відганяти злих духів і т. Найбільшу магічною силу, як вважалося, мали «око Гора» (символ сонячного божества), «анх» — хрест з петлею нагорі, що позначав життя, а також фігурка жука — скарабея (символ воскресіння, миру і сонця).

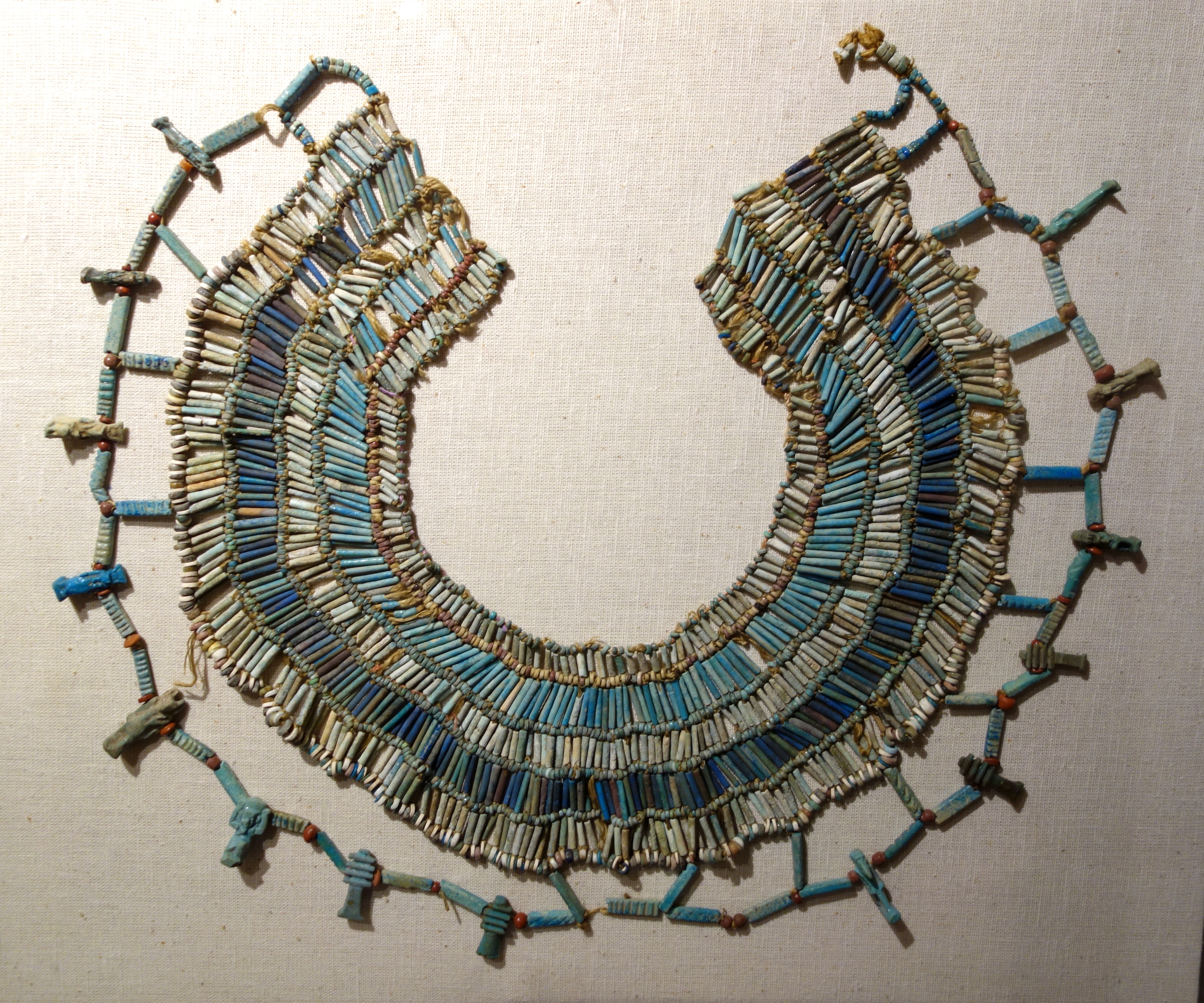
Комір бл. 664—332 років до н. е. (XXVI—XXX династії), Художній музей Фітчберга[en]
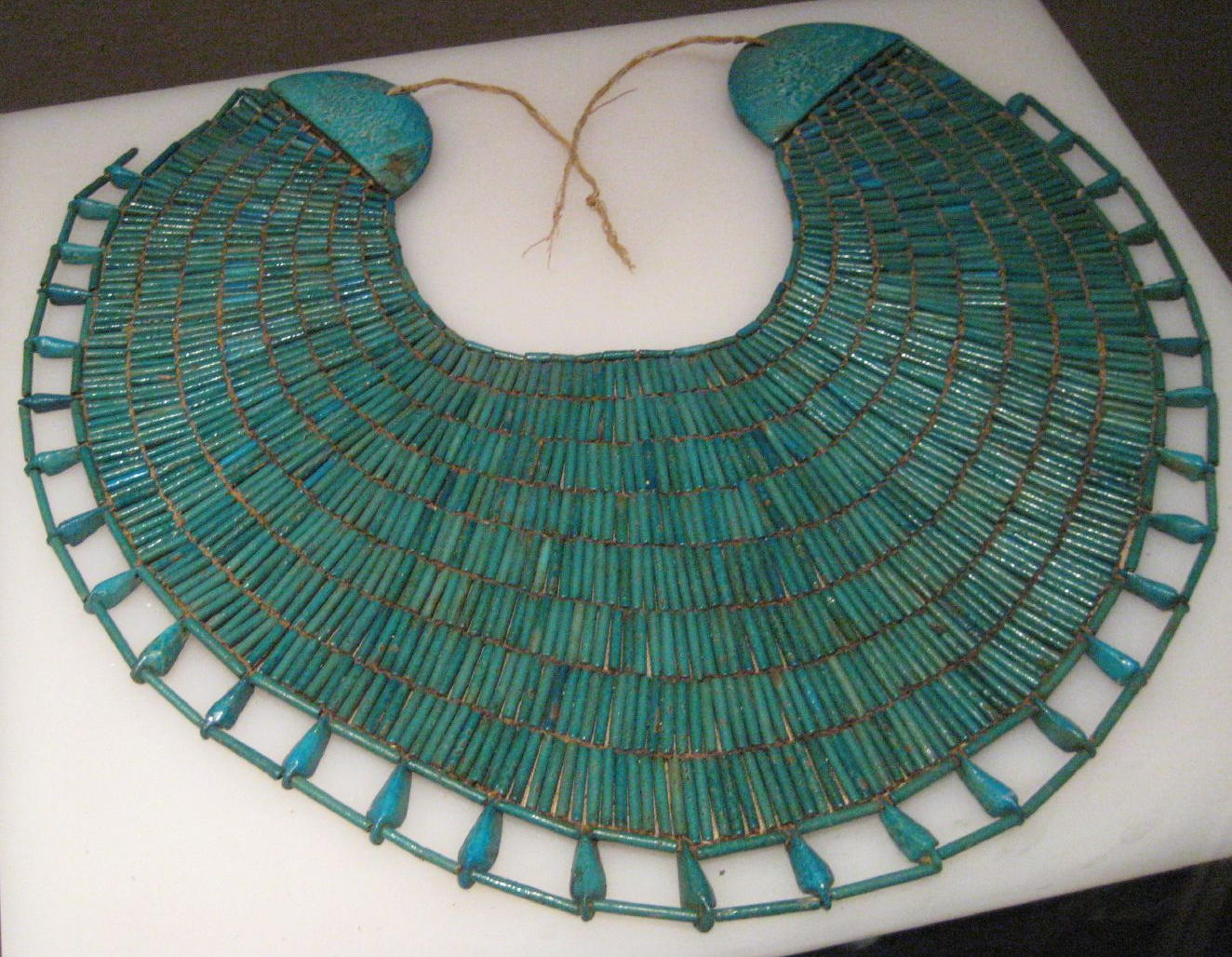
Усех придворного Ваха з його фіванської гробниці (XII династія), Метрополітен-музей
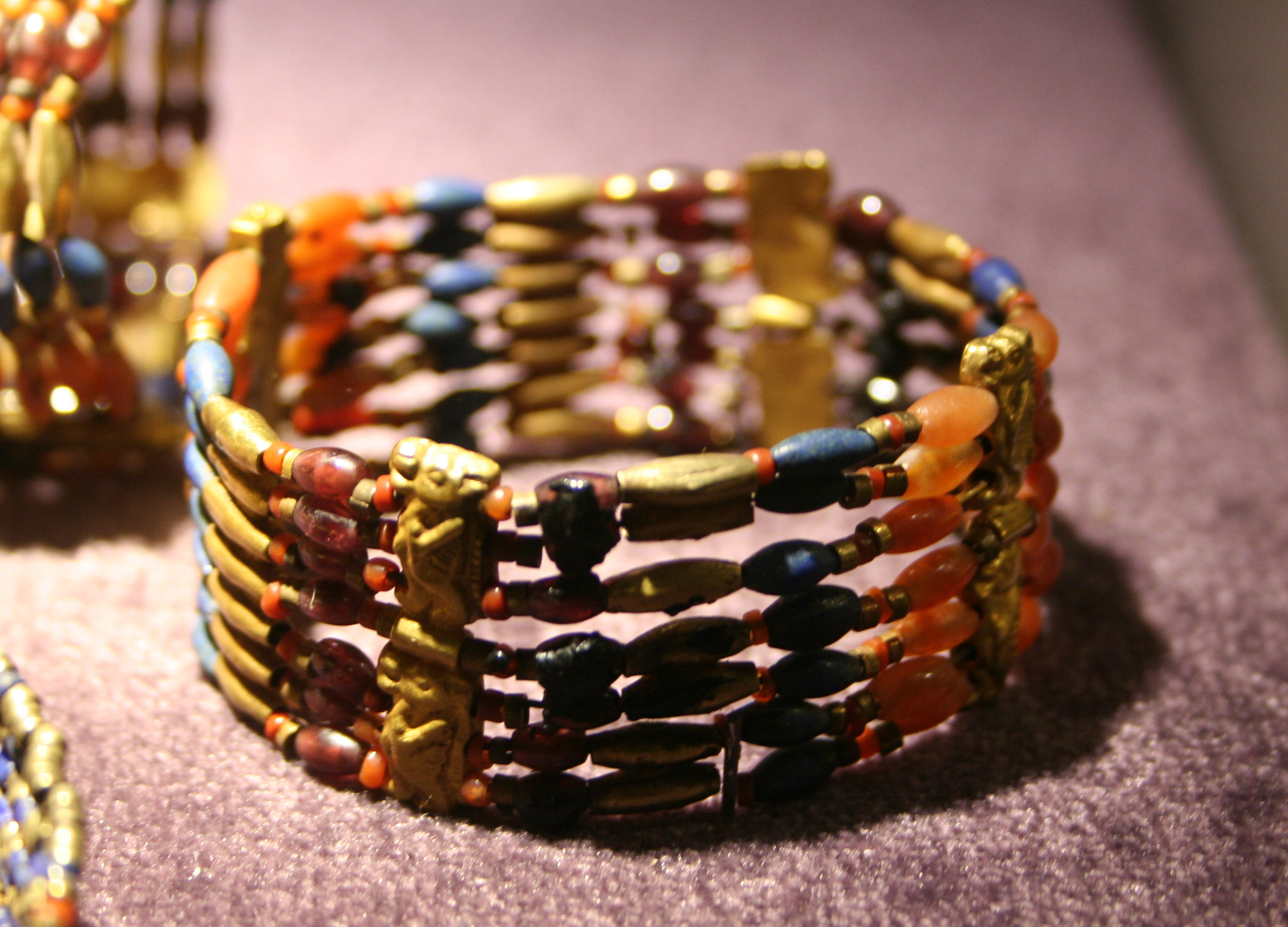
Браслет із Фів (XVIII династія), музей Ремера-Пеліцеуса
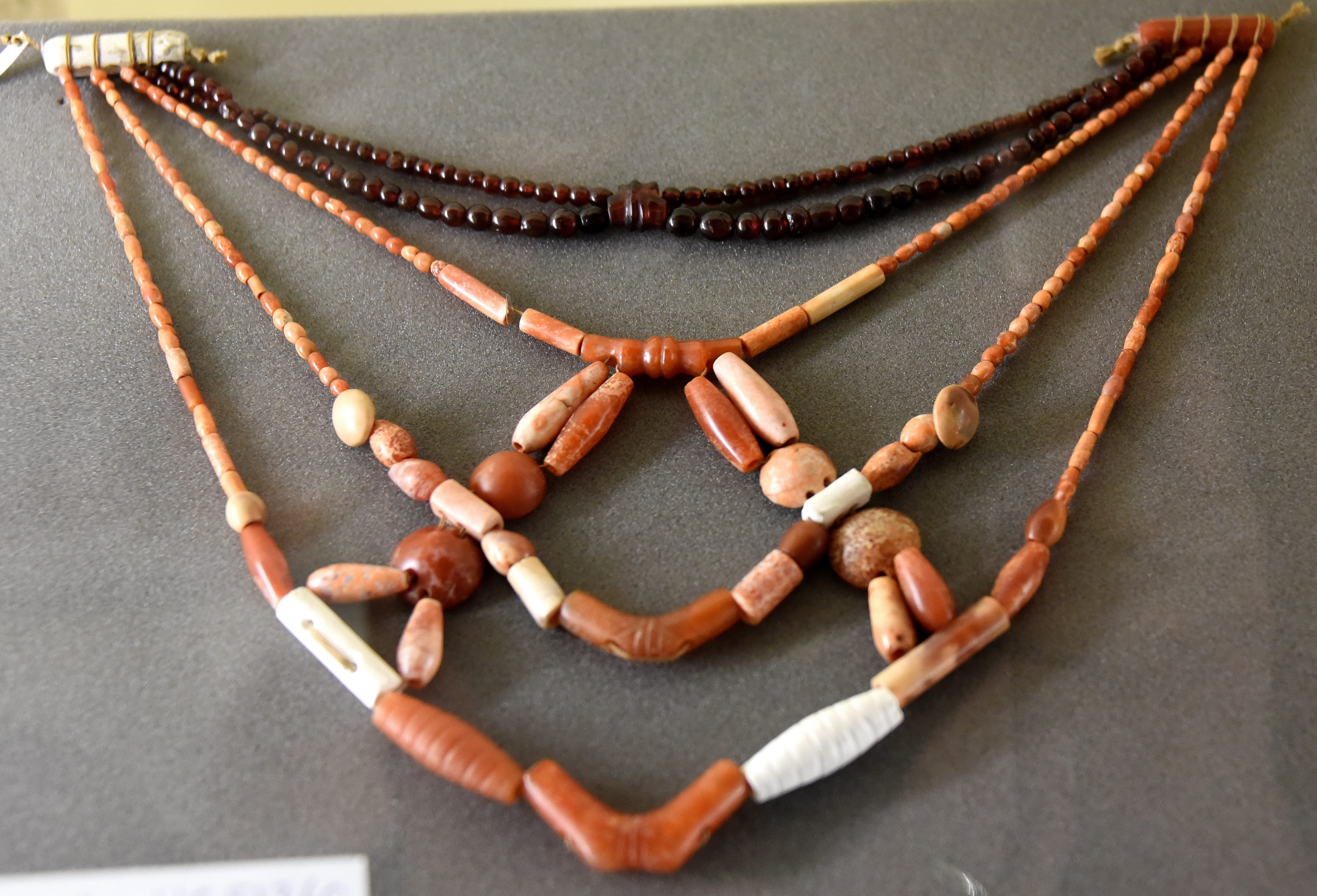
Намисто з різних видів бусин: сердоліка, граната та корала (I династія) з гробниці Мени в Абідосі, музей Пітрі
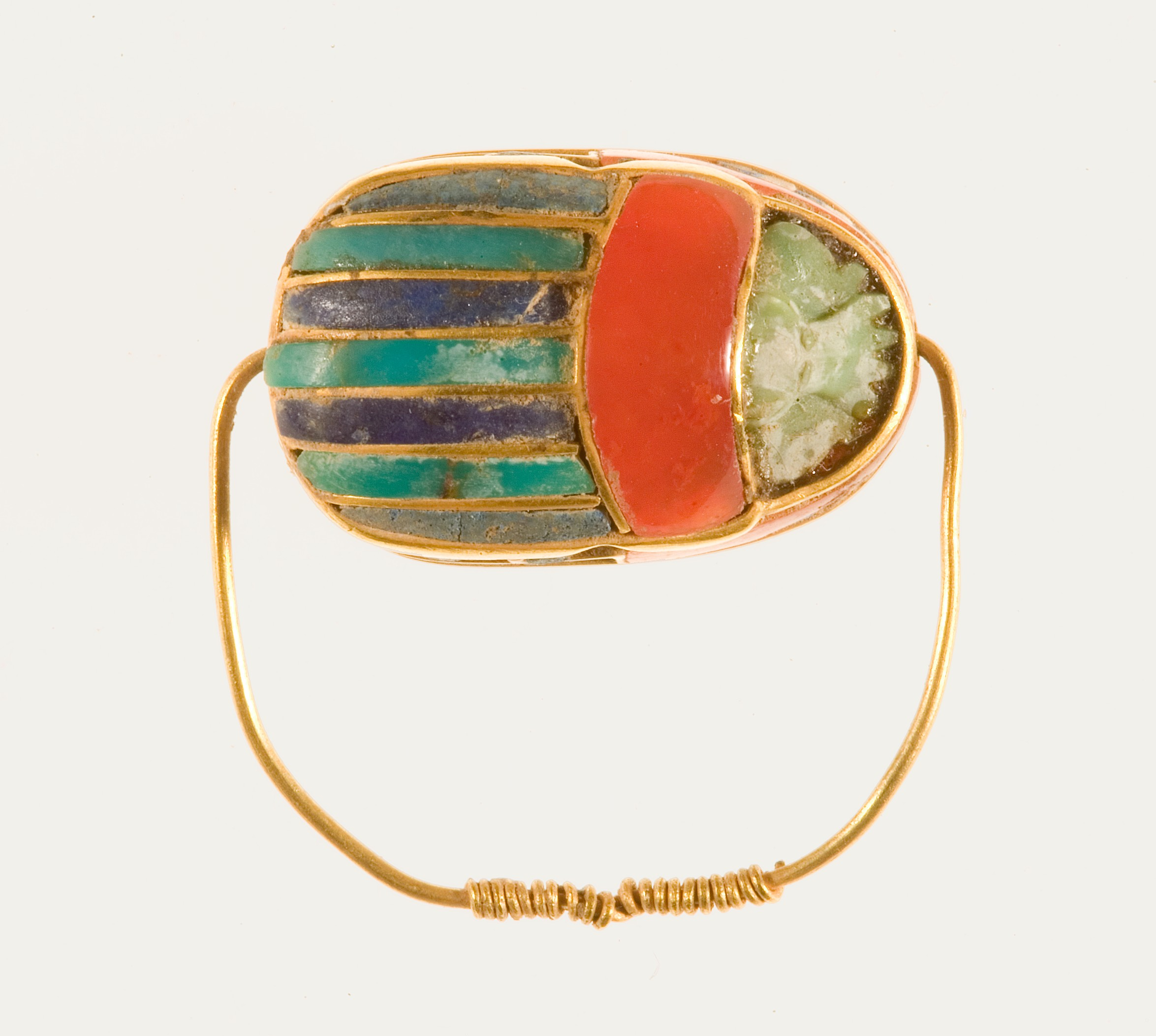
Кільце дочки фараона Сенусерта II на ім'я Сітхатхорюнет, бл. 1887–1813 років до н. е. (XII династія), Метрополітен-музей
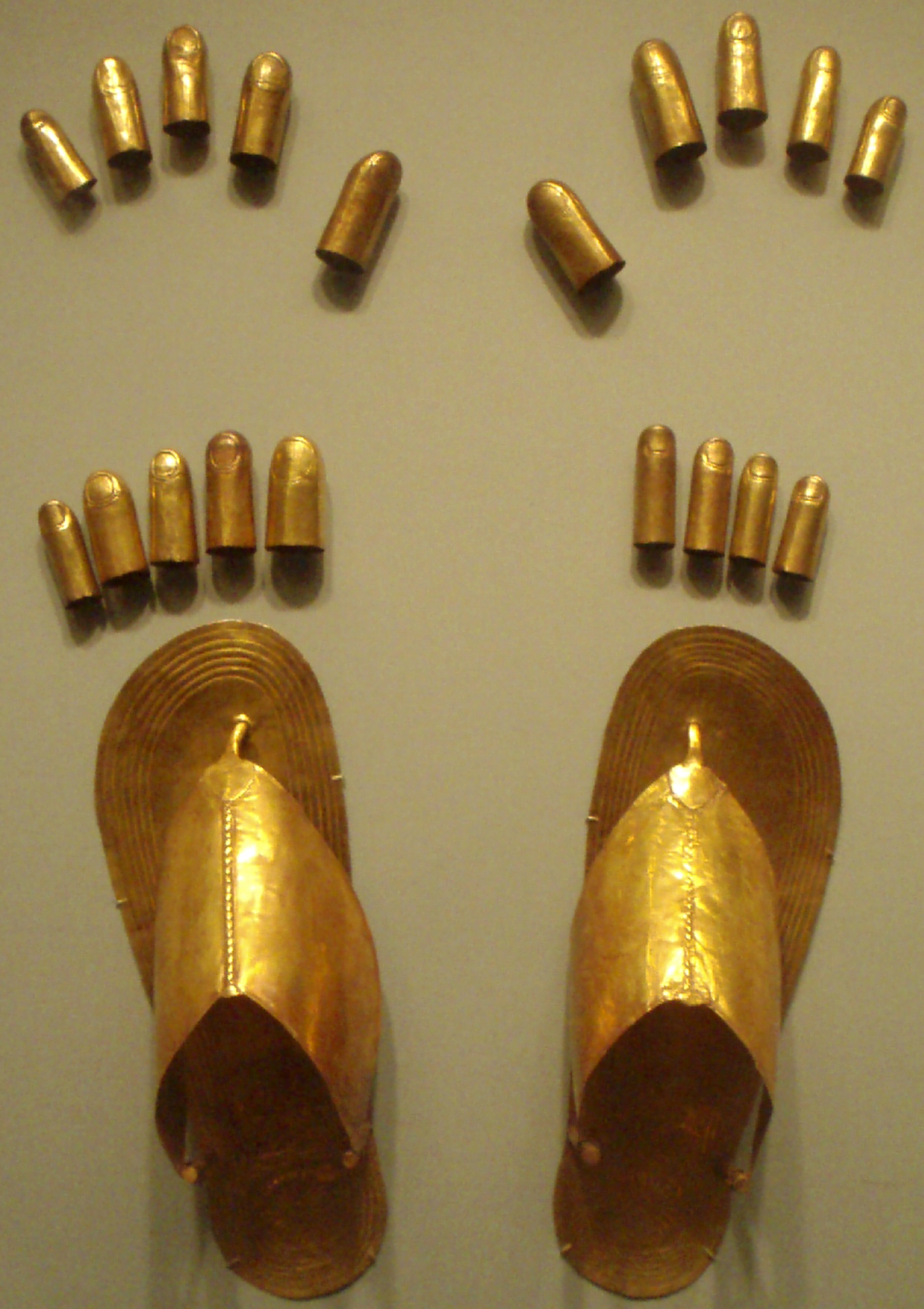
Золоті сандалії та напальчники з гробниці дружин Тутмоса III, бл. 1479–1425 років до н. е., Метрополітен-музей
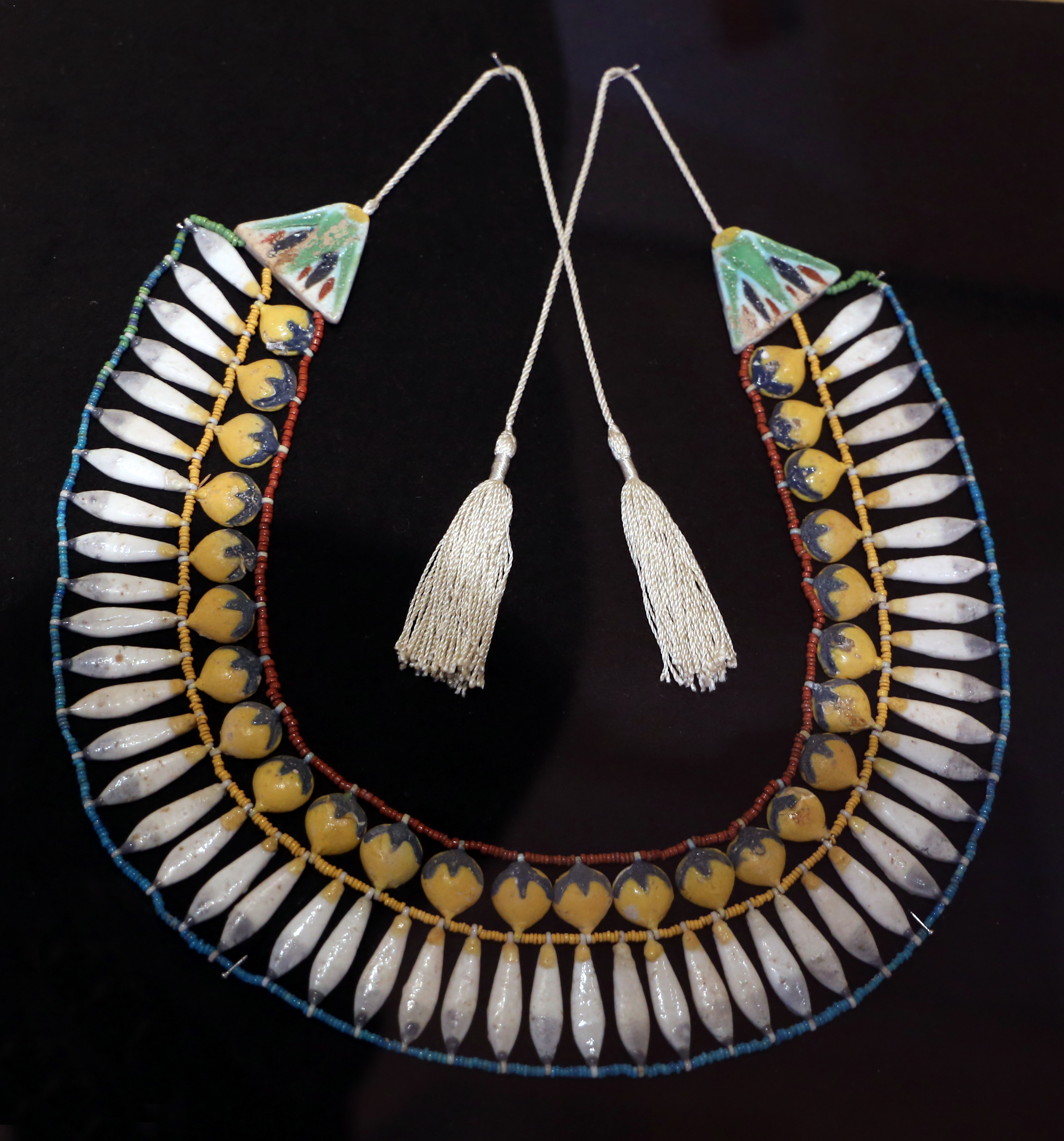
Фаянсове намисто XVIII династії, бл. 1325 року до н. е., Лейденський музей
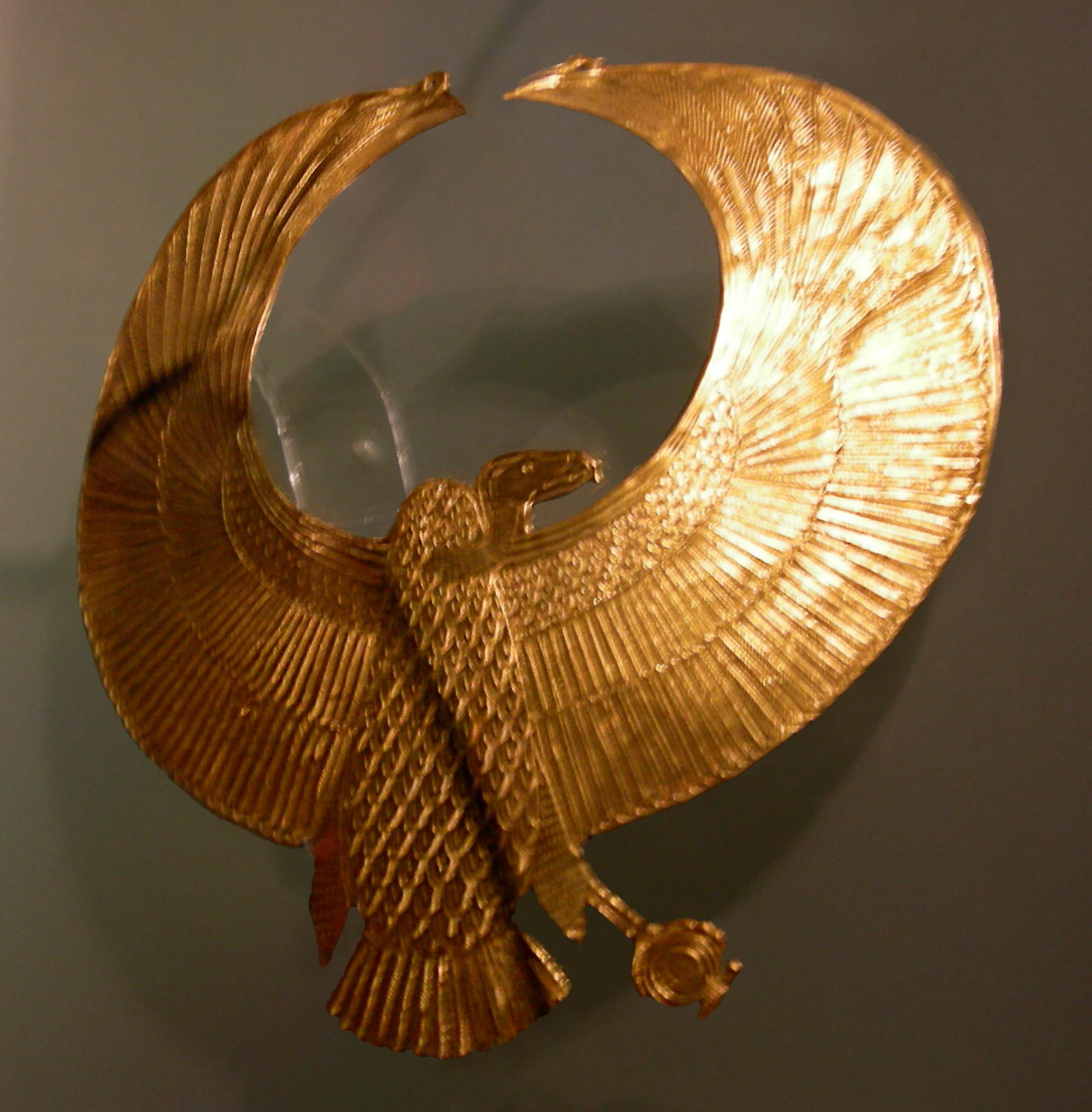
Пектораль у вигляді стерв'ятника Нехбет із гробниці KV55[en]
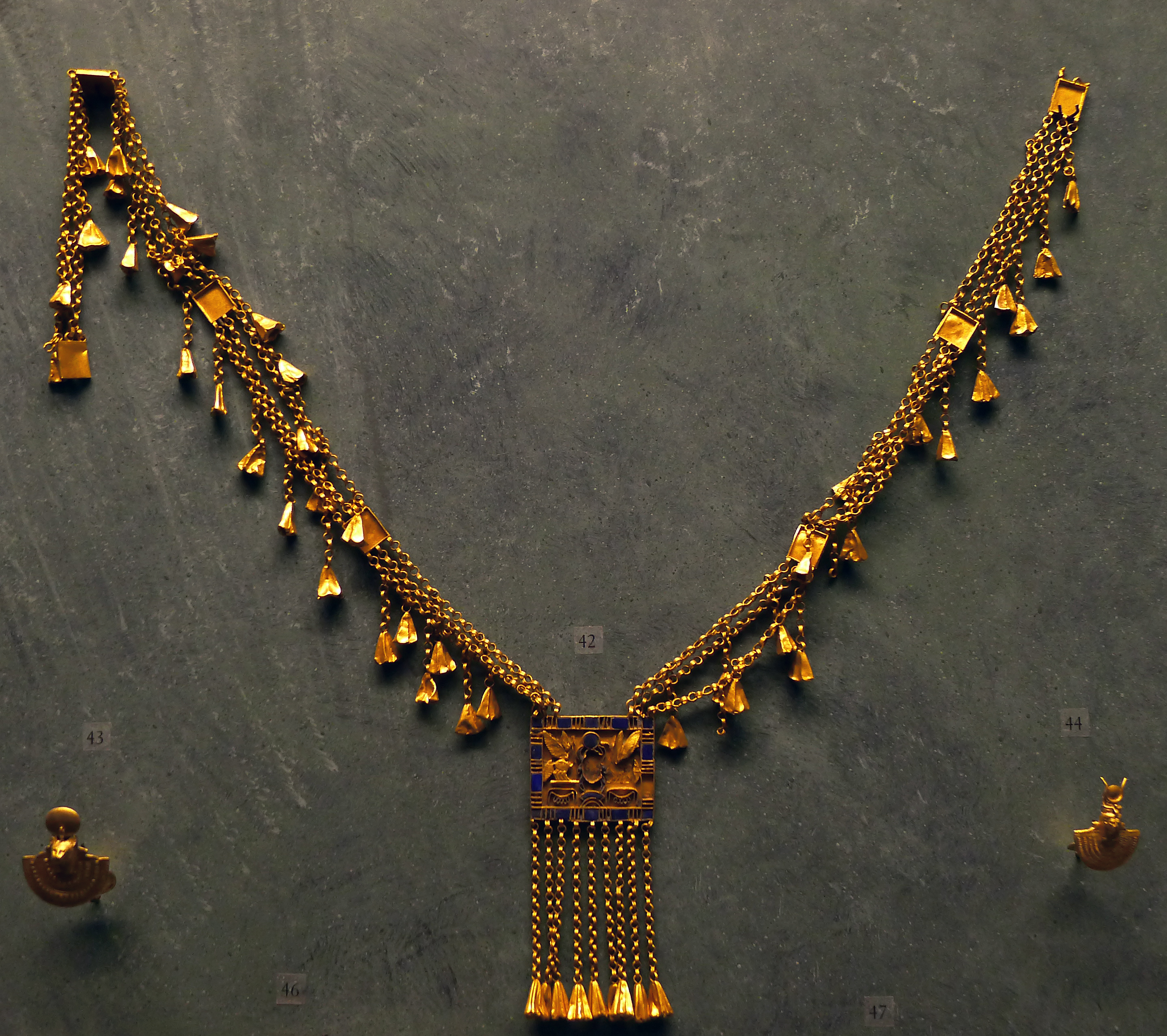
Золоте кольє з рослинним мотивом Пінеджема I (XXI династія), Лувр
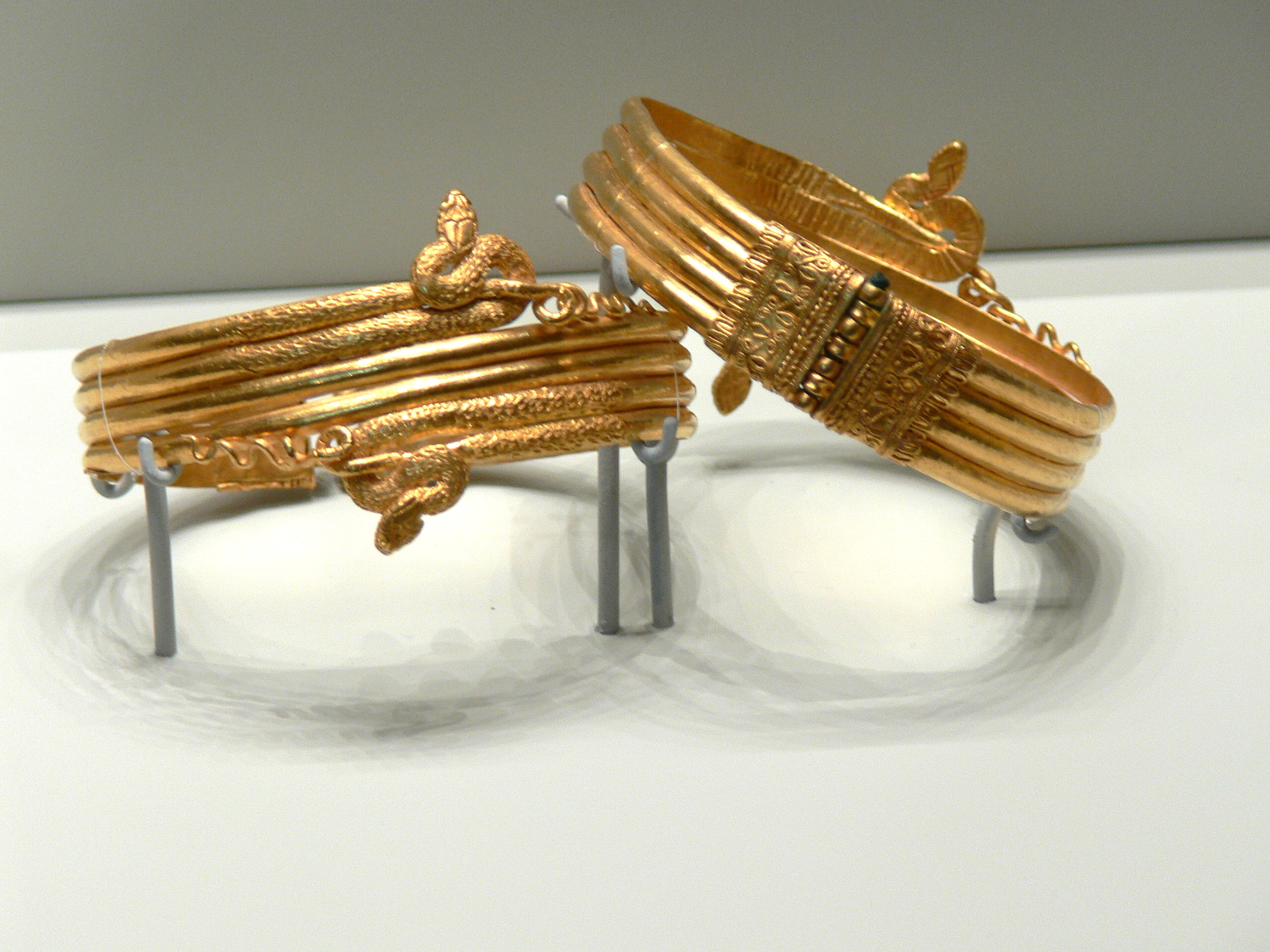
Золоті браслети у вигляді змій доби Птолемеїв з Олександрії, бл. 220–100 років до н. е., Вілла Ґетті

## Косметика і парфумерія

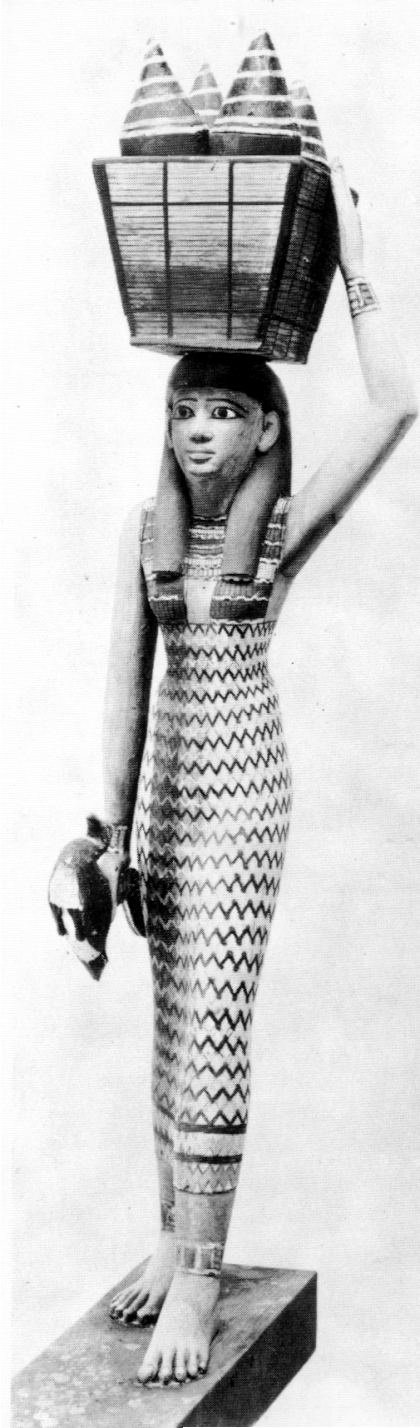

У Стародавньому Єгипті, за свідченням Геродота, жителі відрізнялися рідкісною охайністю і здійснювали обмивання по кілька разів на день. Для обмивання використовували воду, очищену шляхом додавання солей натрію, і особливу миючу пасту, що складалася із суміші золи і сукновальної глини, яка мала знежирюючий і відлущуваний ефект.
Після вмивання робили манікюр і педикюр, а на обличчя накладали макіяж. Це була тривала процедура, для якої потрібно безліч усіляких пристосувань і приладдя. Дуже темну шкіру освітлювали за допомогою фарби на основі жовтої охри; охрою ж рум'янили щоки. Нігті, долоні і ступні фарбували хною в помаранчевий колір, як це і зараз прийнято на Сході. Вени на скронях підкреслювали блакитними лініями.
Особливо ретельно розмальовувалися очі. Жінки (а нерідко і чоловіки) обводили очі темною лінією (це мало додати погляду особливу виразність). Фарбу для повік довгий час робили з малахітового порошку (цікаво, що в епоху Стародавнього царства тією ж фарбою підфарбовували губи — мабуть, щоб підкреслити білизну зубів); пізніше стали використовувати порошок галеніту. Зуби чистили содою. Щоб усунути неприємний запах з рота, жували кульки кіфі — ароматичної речовини, до складу якого входили 16 компонентів (сухий ладан, насіння сосни, диня, фісташки, ялівець, кориця, мед та ін.). Шкіру умащали благовонними мастилами (в сухому і жаркому кліматі це не тільки надавало тілу приємний запах, а й охороняло шкіру від зневоднення). Відомі були мазі, що очищають і омолоджують шкіру, видаляють плями і прищі, а також засоби для епіляції.
Волосся теж вимагало постійних турбот. Окремі сиві волоски просто висмикувати, але якщо їх ставало занадто багато, або ж якщо починалося облисіння, вдавалися до магічних засобів. Так, для позбавлення від сивини застосовували жир чорних змій, кров чорних биків і воронячі яйця. Щоб волосся було довгим і пишним, рекомендувалося застосовувати лев'ячий жир: це мотивували тим, що в лева густа грива.
Славилися у всьому тодішньому світі єгипетські парфуми; найдешевші представляли собою просто воду, в якій вимочувалися роздавлені квіти лотоса, а найдорожчі могли включати в себе десятки різноманітних ароматичних речовин. Ароматичні олії захищали шкіру від зневоднення і сонячних опіків, тому воїнів і ремісників постачали ними нарівні з провіантом.
На зображеннях голови знатних єгиптян дуже часто увінчані невеликими білуватими конусами, зробленими, ймовірно, з воску чи твердого жиру, змішаного з пахощами. Протягом свята або бенкету конус поступово танув, надаючи волоссю свого власника вишуканий аромат.
Виробництво парфумерії тривало в Єгипті та в елліністичний період. Знаменита цариця Клеопатра (69-30 рр. до н. е.) володіла навіть справжньою парфумерною фабрикою на узбережжі Мертвого моря. При розкопках археологи знайшли в цьому місці не тільки залишки будівель, але і котли, горщики для випарювання і кип'ятіння, ручні жорна для розтирання трав і коріння. Свої пізнання з даного питання Клеопатра виклала у книзі «Про ліки для обличчя». Це був перший відомий в історії косметичний довідник, де наводилися рецепти приготування губної помади, рум'ян, пудри тощо. Деякі з цих рецептів дійшли до наших днів.